# Hårspett
Hårspett (Picoides villosus) är en fågel i familjen hackspettar inom ordningen hackspettartade fåglar.

## Utseende och läte
Hårspetten är en medelstor (18–26 cm) svartvitbrokig hackspett. Den har vit rygg, svartvitbandade vingar, svart strupesidesstreck och brett ögonstreck som sträcker sig bak i nacken, svart hjässa och däremellan ett vitt ögonstreck. Hanen har en röd fläck i nacken. 
Arten är i fjäderdräkten i stort sett identisk med dunspetten, men är mycket större och har framför allt kraftigare och mycket längre näbb, längre än längden på huvudet. Den har också vanligen helt vita yttre stjärtpennor, där dunspetten oftast har svarta fläckar. I västliga populationer är båda arter tydligt smutsbruna, med nästan inga vita fläckar ovan. Detsamma gäller bestånd söderut i Centralamerika, där dock enbart hårspetten förekommer.

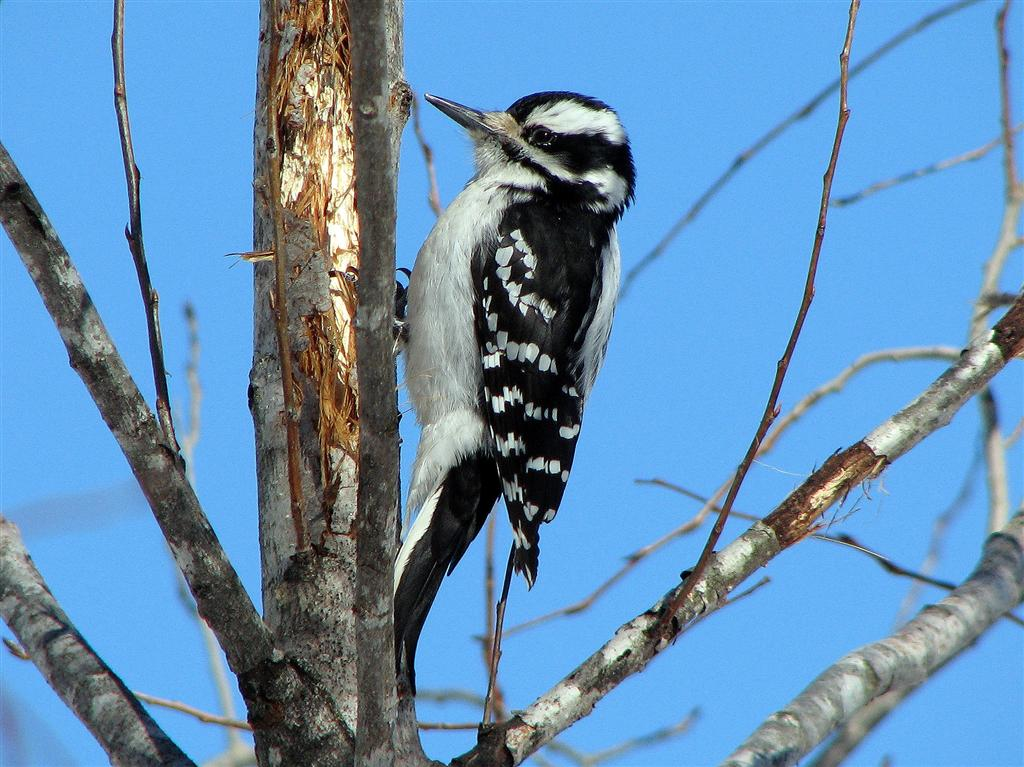
Hona hårspett.

## Läte
Vanligaste lätet är ett kort och vasst "peek", mycket likt dunspettens men något mörkare och mer betonat. Den har även ett skallrande eller gnäggande ljud som också liknar dunspettens motsvarande läte, dock utan fallande ton mot slutet.

## Utbredning och systematik
Hårspetten har ett mycket stort utbredningsområde från Alaska söderut genom Kanada och resten av USA och Centralamerika till västra Panama. Det råder oenighet de taxonomiska auktoriteterna emellan om vilka underarter arten ska delas in i. Clements et al urskiljer fem grupper med sammanlagt 15 underarter, med följande utbredning:
- villosus-gruppen
  - septentrionalis – västra Nordamerika (Alaska till norra New Mexico)
  - villosus – östra North Dakota till södra Quebec, Nova Scotia, centrala Texas, Missouri, Virginia
  - audubonii – södra Illinois till sydöstra Virginia, östra Texas och golfkusten
  - terraenovae – Newfoundland
  - piger – norra Bahamas (Abaco, Mores och Grand Bahama)
  - maynardi – södra Bahamas (Andros och New Providence Island)
- harrisi-gruppen
  - sitkensis – kustnära sydöstra Alaska och norra British Columbia
  - picoideus – Haida Gwaii (British Columbia)
  - harrisi – kustnära södra British Columbia till nordvästra Kalifornien
  - hyloscopus – västra Kalifornien till norra Baja California
- orius/icastus-gruppen
  - orius – Cascadebergen i British Columbia till sydöstra Kalifornien och västra Texas
  - icastus – sydöstra Arizona och New Mexico genom västra Mexiko Jalisco
- jardinii/sanctorum-gruppen
  - jardinii – centrala och östra Mexiko till Jalisco, Guerrero och Oaxaca
  - sanctorum – södra Mexiko (Chiapas) till Nicaragua
- extimus – Costa Rica och västra Panama

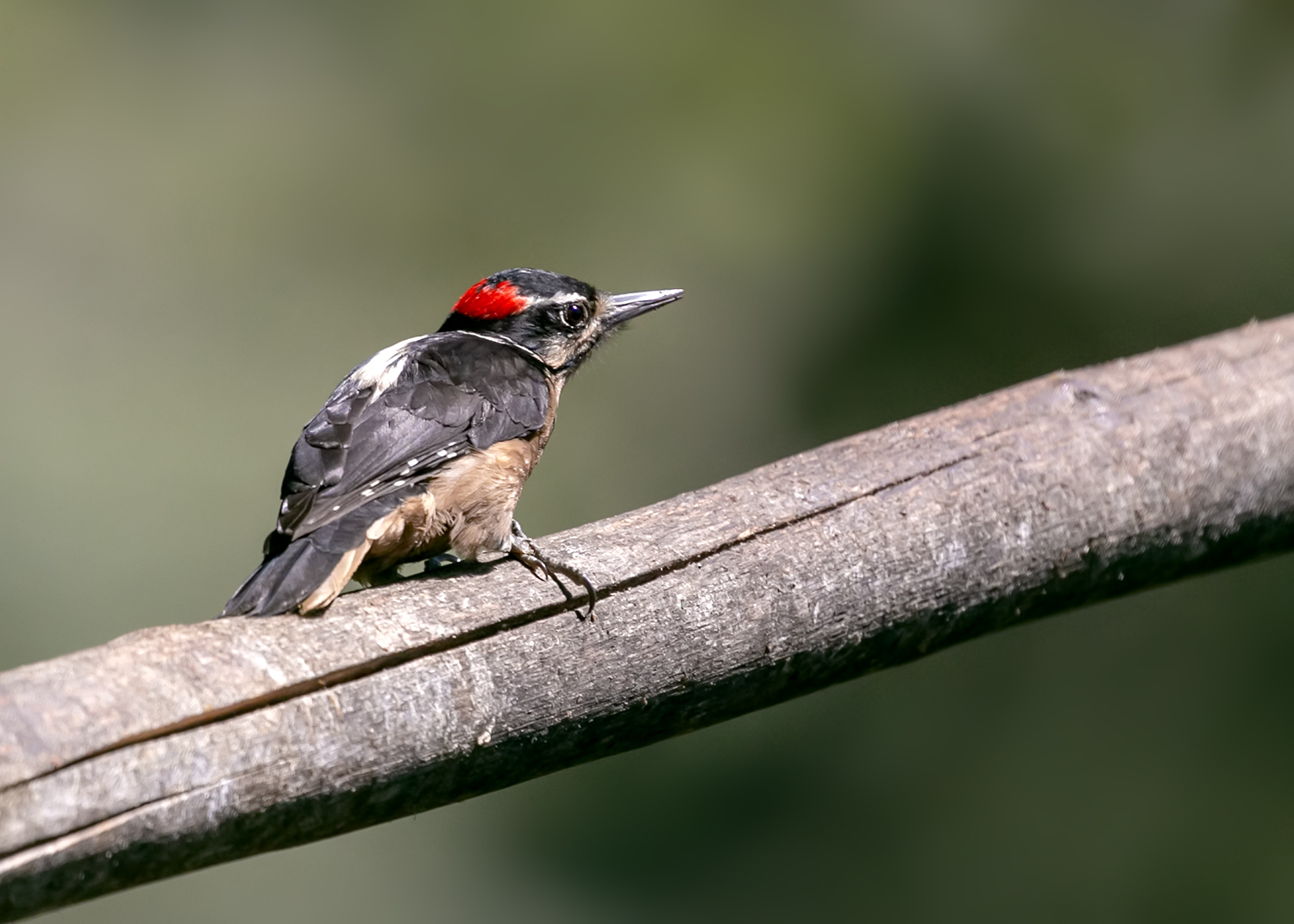
Hårspett av underarten extimus i Costa Rica, med mycket brunare undersida och färre vita fläckar ovan.

International Ornithological Congress (IOC) urskiljer istället 17 underarter, där sitkensis inkluderas i harrisi och tre ytterligare underarter erkänns:
- monticola – centrala British Colombia i Kanada till norra New Mexico i USA
- leucothorectis – sydöstra Kalifornien till västra Texas i USA
- intermedius – östra Mexiko

### Släktestillhörighet
Arten placerades tidigare i släktet Picoides, men DNA-studier visar att den inte alls är närbesläktad med typarten i Picoides, tretåig hackspett. Istället hör den till en grupp övervägande amerikanska hackspettar som även inkluderar släktet Veniliornis. Den förs därför nu till ett annat släkte, antingen tillsammans med närmaste släktingarna vithuvad hackspett, vulkanspett, arizonaspett, tallspett och rökbrun hackspett till Leuconotopicus eller så inkluderas de tillsammans med Veniliornis-arterna i Dryobates.

## Levnadssätt
Hårspetten hittas i högväxta skogar, i Nordamerika på alla nivåer, i Centralamerika dock enbart i bergsskogar. De kan också påträffas i förstädernas parkartade miljöer, på skogsgårdar, i mer öppet skogslandskap med ek och tall, i nyligen brända skogar och i stånd påverkade av barkborrar. Den förekommer ofta i samma miljöer som dunspetten, men tenderar att hålla sig till stammarna och de större grenarna, medan dunspetten rör sig på de mindre grenarna.

### Föda
Stora merparten av födan består av insekter, framför allt larver från trälevande skalbaggar och fjärilspuppor. En mindre del av födan består av bin, getingar, spindlar, tusenfotingar, fjärilslarver, ibland också kackerlackor, syrsor och gräshoppor. Arten ses ofta vid fågelmatningar, framför allt där späck eller talg erbjuds. Den har också noterats dricka sav från hål hackade av savspettar och picka hål på sockerrör för att komma åt saften. Hårspetten kan också ibland följa amerikansk spillkråka och plocka insekter som den ratat när den hackat upp sina stora hål.

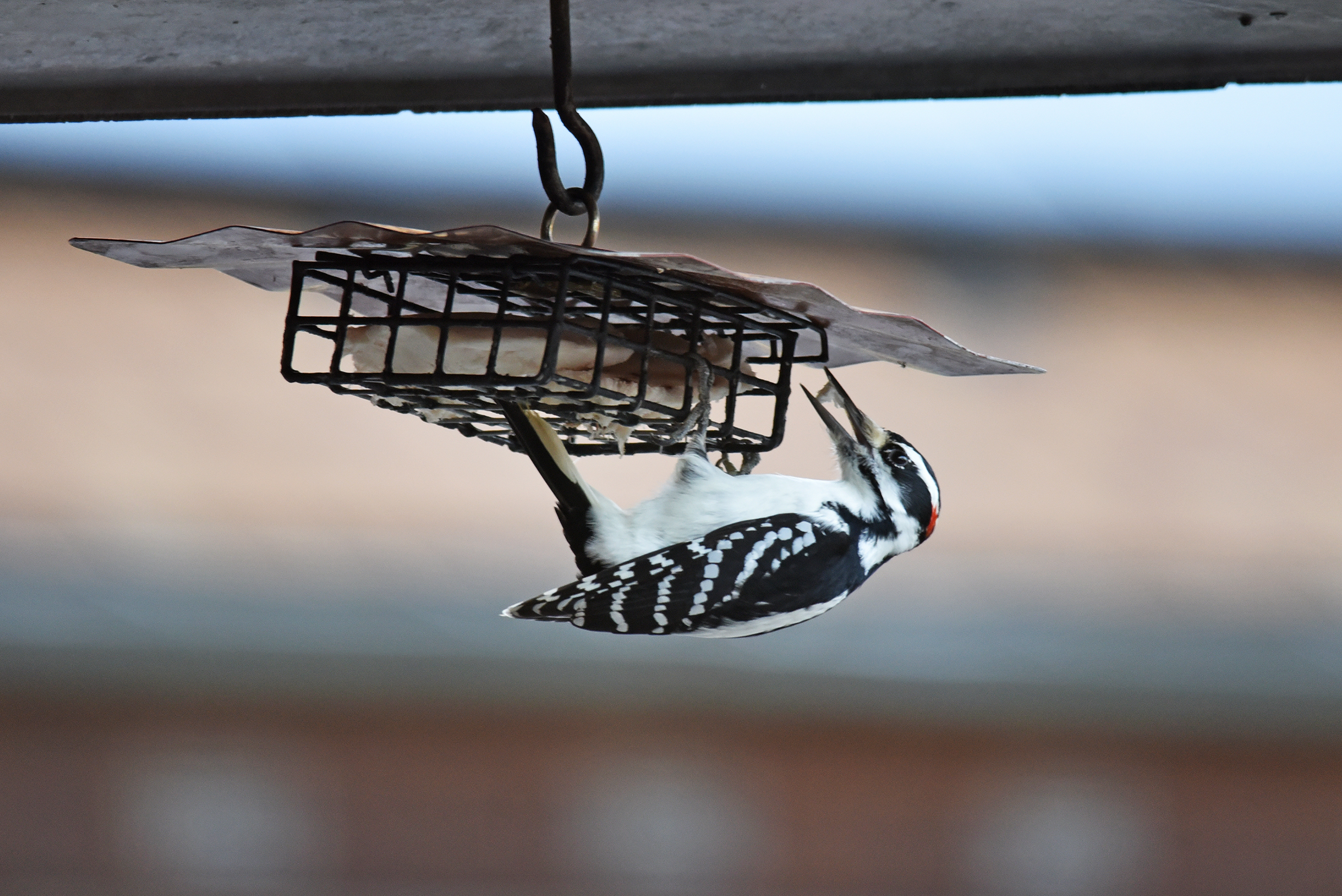
Hårspetten är en vanlig besökare på fågelmatningar, framför allt med tillgång på späck eller talg.

### Häckning
Hårspetten hackar ut sitt bo i ett dött träd eller i en död del av ett levande träd. Hålutrymmet är ofta inte helt lodrätt, med ingången på undersidan, möjligen för att hålla savspettar och flygekorrar från att ta över bona. Fågeln börjar hacka ur boet inte ens två veckor före äggen läggs, en kull med tre till sex stycken som ruvas i elva till tolv dagar. Därefter stannar ungarna i boet ytterligare 28 till 30 dagar.

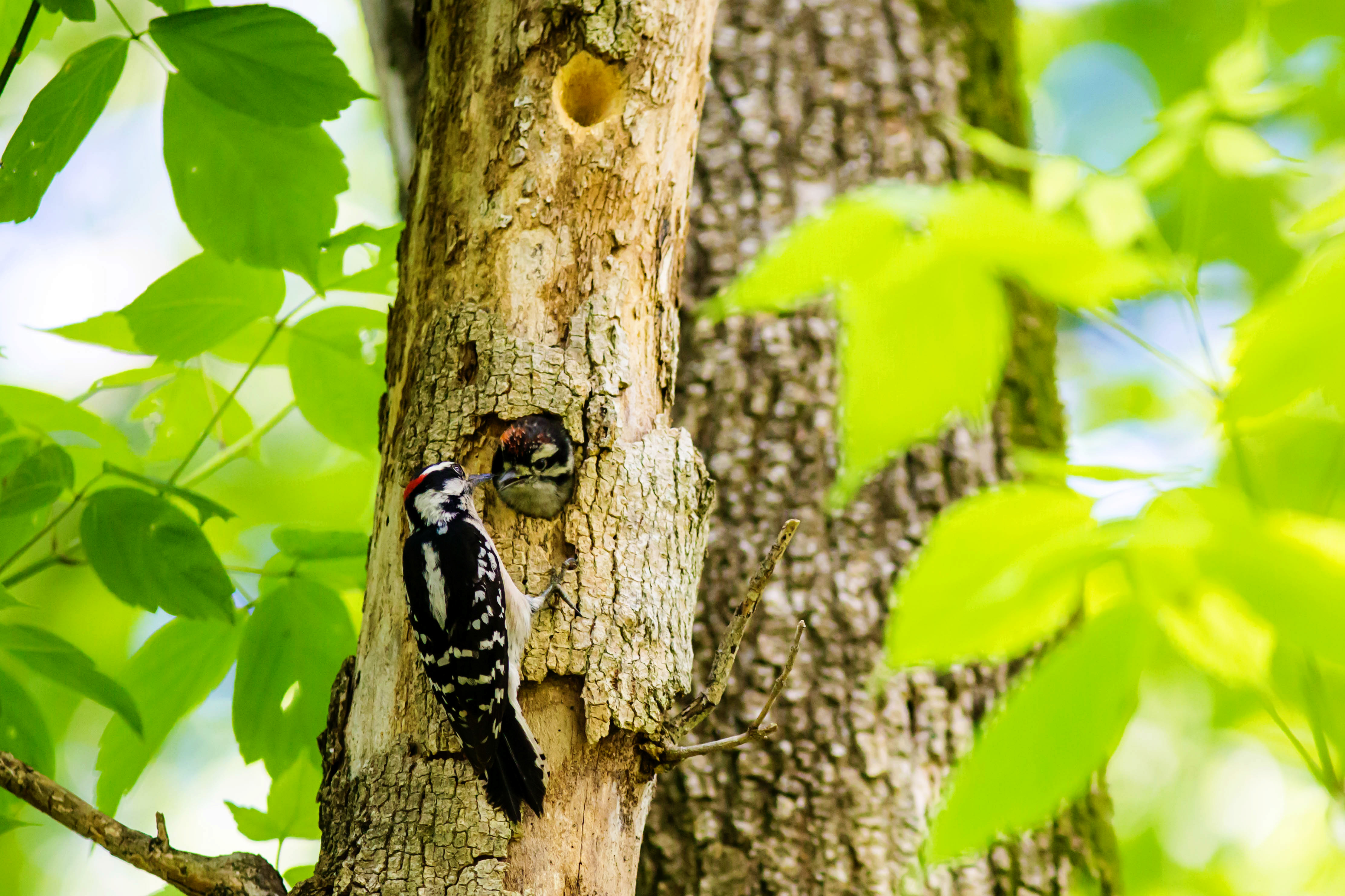
Hårspett som besöker bebott bo.

## Hårspett och dunspett – mycket lika men inte nära släkt
Fram tills nyligen ansågs hårspetten och den mycket mindre arten dunspett vara nära släktingar, med tanke på deras närapå identiska utseende och mycket liknande läten. Genetiska studier visar dock att de inte alls är särskilt nära släkt (se Systematik ovan). Fenomenet förekommer i andra delar av fågelvärlden, men i synnerhet bland hackspettar. 
Förutom hår- och dunspett har den europeiska mellanspetten, traditionellt behandlad som en mindre version av större hackspett, istället visat sig stå nära afrikanska hackspettar i släktet Dendropicos. I Sydamerika har arten med det tidigare namnet hjälmspillkråka, mycket lik neotropisk spillkråka förutom i storlek, konstaterats vara en avvikande kastanjespett (Celeus, varvid den bytt namn till kanelkindad hackspett). Ytterligare ett exempel är sydostasiatiska arten med tidigare namnet olivryggig flamspett som trots likartat utseende med övriga flamspettarna i släktet Dinopium istället står närmast de kraftigt avvikande arterna i Gecinulus.
Som förklaring hur detta kan uppstå har teorin om social mimikry lanserats, där en underordnad mindre art evolutionärt utvecklats till att härma en större och dominant art i utseende och på så sätt undvika konkurrens eller dra fördelar i form av skydd; hackspettar är notoriskt svåra byten för rovfåglar och en mindre art kan då tjäna på att se ut som att den är större än den egentligen är.

## Status
Hårspetten har ett stort utbredningsområde och tros öka i antal. Internationella naturvårdsunionen IUCN listar den därför som livskraftig (LC). Beståndet uppskattas till 8,9 miljoner vuxna individer.